# FedEx St. Jude Classic
De FedEx St. Jude Classic is een golftoernooi in de Verenigde Staten en maakt deel uit van de Amerikaanse PGA Tour. Het toernooi werd in 1958 als het Memphis Open en sindsdien plaatsvindt in Memphis, Texas. Sinds 1989 vindt het toernooi telkens plaats op de TPC Southwind.

## Geschiedenis
Het ontstond in 1958 als het Memphis Open en werd gespeeld op de Colonial Country Club in het Oosten van Memphis. In 1969 gaf de acteur en komiek Danny Thomas zijn naam aan het toernooi en het jaar daarop werd het eerste Danny Thomas Memphis Classic gehouden. Danny Thomas had tevens het St. Jude Children's Research Hospital helpen oprichten en dat werd ook door het toernooi werd gesteund.
In 1972 verhuisde het toernooi naar Cordova (Tennessee) aan de rand van Memphis. In 1977 sloeg Al Geiberger een ronde van 59 op deze par-72 baan; zijn 13 onder par is nog steeds een record op de PGA Tour (ondertussen wel geëvenaard door David Duval, Chip Beck, Paul Goydos en Stuart Apple).
In 1985 werd het toernooi officieel omgedoopt tot de St. Jude Memphis Classic en het volgende jaar werd Federal Express de titelsponsor van het toernooi, dat toen de Federal Express (in 1995 FedEx) St. Jude Classic werd.
In 1989 verhuisde het toernooi voor de tweede maal, ditmaal naar de TPC Southwind in Memphis (Tennessee), een par 70-baan. 
In 2007 werd de Stanford Financial Group de titelsponsor van het toernooi. Dat duurde twee jaar; de volgende twee seizoenen had het toernooi geen officiële titelsponsor. Federal Express keerde in 2011 terug als hoofdsponsor.
De Amerikaan Dave Hill is recordhouder met vier overwinningen. De laagste score werd behaald in 1996 door John Cook: 26 onder par.

## Winnaars
| Jaar                             | Baan                  | Winnaar            | Score        | Score        | Info                                                   |
| Memphis Open                     | Memphis Open          | Memphis Open       | Memphis Open | Memphis Open | Memphis Open                                           |
| -------------------------------- | --------------------- | ------------------ | ------------ | ------------ | ------------------------------------------------------ |
| 1958                             | Colonial Country Club | Billy Maxwell      | 267          | –13          |                                                        |
| 1959                             | Colonial Country Club | Don Whitt po       | 272          | –8           | Won de play-off van Al Balding en Gary Player          |
| Memphis Open Invitational        |                       |                    |              |              |                                                        |
| 1960                             | Colonial Country Club | Tommy Bolt po      | 273          | –7           | Won de play-off van Ben Hogan & Gene Littler           |
| 1961                             | Colonial Country Club | Cary Middlecoff    | 266          | –14          |                                                        |
| 1962                             | Colonial Country Club | Lionel Hebert po   | 267          | –13          | Won de play-off van Gene Littler en Gary Player        |
| 1963                             | Colonial Country Club | Tony Lema po       | 270          | –10          | Won de play-off van Tommy Aaron                        |
| 1964                             | Colonial Country Club | Mike Souchak       | 270          | –10          |                                                        |
| 1965                             | Colonial Country Club | Jack Nicklaus po   | 271          | –9           | Won de play-off van Johnny Pott                        |
| 1966                             | Colonial Country Club | Bert Yancey        | 265          | –15          |                                                        |
| 1967                             | Colonial Country Club | Dave Hill          | 272          | –8           |                                                        |
| 1968                             | Colonial Country Club | Bob Lunn           | 268          | –12          |                                                        |
| 1969                             | Colonial Country Club | Dave Hill          | 265          | –15          |                                                        |
| Danny Thomas Memphis Classic     |                       |                    |              |              |                                                        |
| 1970                             | Colonial Country Club | Dave Hill          | 267          | –13          |                                                        |
| 1971                             | Colonial Country Club | Lee Trevino        | 268          | –12          |                                                        |
| 1972                             | Colonial Country Club | Lee Trevino        | 281          | –7           |                                                        |
| 1973                             | Colonial Country Club | Dave Hill          | 283          | –5           |                                                        |
| 1974                             | Colonial Country Club | Gary Player        | 273          | –15          |                                                        |
| 1975                             | Colonial Country Club | Gene Littler       | 270          | –18          |                                                        |
| 1976                             | Colonial Country Club | Gibby Gilbert      | 273          | –15          |                                                        |
| 1977                             | Colonial Country Club | Al Geiberger       | 273          | –15          |                                                        |
| 1978                             | Colonial Country Club | Andy Bean po       | 277          | –11          | Won de play-off van Lee Trevino                        |
| 1979                             | Colonial Country Club | Gil Morgan po      | 278          | –10          | Won de play-off van Larry Nelson                       |
| 1980                             | Colonial Country Club | Lee Trevino        | 272          | –16          |                                                        |
| 1981                             | Colonial Country Club | Jerry Pate         | 274          | –14          |                                                        |
| 1982                             | Colonial Country Club | Raymond Floyd      | 271          | –17          |                                                        |
| 1983                             | Colonial Country Club | Larry Mize         | 274          | –14          |                                                        |
| 1984                             | Colonial Country Club | Bob Eastwood       | 280          | –8           |                                                        |
| St. Jude Memphis Classic         |                       |                    |              |              |                                                        |
| 1985                             | Colonial Country Club | Hal Sutton po      | 279          | –9           | Won de play-off van David Ogrin                        |
| Federal Express St. Jude Classic |                       |                    |              |              |                                                        |
| 1986                             | Colonial Country Club | Mike Hulbert       | 280          | –8           |                                                        |
| 1987                             | Colonial Country Club | Curtis Strange     | 275          | –13          |                                                        |
| 1988                             | Colonial Country Club | Jodie Mudd         | 273          | –15          |                                                        |
| 1989                             | TPC Southwind         | John Mahaffey      | 272          | –12          |                                                        |
| 1990                             | TPC Southwind         | Tom Kite po        | 269          | –15          | Won de play-off van John Cook                          |
| 1991                             | TPC Southwind         | Fred Couples       | 269          | –15          |                                                        |
| 1992                             | TPC Southwind         | Jay Haas           | 263          | –21          |                                                        |
| 1993                             | TPC Southwind         | Nick Price         | 266          | –18          |                                                        |
| 1994                             | TPC Southwind         | Dicky Pride po     | 267          | –17          | Won de play-off van Gene Sauers en Hal Sutton          |
| FedEx St. Jude Classic           |                       |                    |              |              |                                                        |
| 1995                             | TPC Southwind         | Jim Gallagher Jr.  | 267          | –17          |                                                        |
| 1996                             | TPC Southwind         | John Cook          | 258          | –26          |                                                        |
| 1997                             | TPC Southwind         | Greg Norman        | 268          | –16          |                                                        |
| 1998                             | TPC Southwind         | Nick Price po      | 268          | –16          | Won de play-off van Jeff Sluman                        |
| 1999                             | TPC Southwind         | Ted Tryba          | 265          | –19          |                                                        |
| 2000                             | TPC Southwind         | Notah Begay III    | 271          | –13          |                                                        |
| 2001                             | TPC Southwind         | Bob Estes          | 267          | –17          |                                                        |
| 2002                             | TPC Southwind         | Len Mattiace       | 266          | –18          |                                                        |
| 2003                             | TPC Southwind         | David Toms         | 264          | –20          |                                                        |
| 2004                             | TPC Southwind         | David Toms         | 268          | –16          |                                                        |
| 2005                             | TPC Southwind         | Justin Leonard     | 266          | –14          |                                                        |
| 2006                             | TPC Southwind         | Jeff Maggert       | 271          | –9           |                                                        |
| Stanford St. Jude Championship   |                       |                    |              |              |                                                        |
| 2007                             | TPC Southwind         | Woody Austin       | 267          | –13          |                                                        |
| 2008                             | TPC Southwind         | Justin Leonard po  | 276          | –4           | Won de play-off van Robert Allenby en Trevor Immelman  |
| St. Jude Classic                 |                       |                    |              |              |                                                        |
| 2009                             | TPC Southwind         | Brian Gay          | 262          | –18          |                                                        |
| 2010                             | TPC Southwind         | Lee Westwood po    | 270          | –10          | Won de play-off van Robert Garrigus en Robert Karlsson |
| FedEx St. Jude Classic           |                       |                    |              |              |                                                        |
| 2011                             | TPC Southwind         | Harrison Frazar po | 267          | –13          | Won de play-off van Robert Karlsson                    |
| 2012                             | TPC Southwind         | Dustin Johnson     | 271          | –9           |                                                        |
| 2013                             | TPC Southwind         | Harris English     | 268          | –12          |                                                        |
| 2014                             | TPC Southwind         | Ben Crane          | 270          | –10          |                                                        |
| 2015                             | TPC Southwind         | Fabián Gómez       | 267          | –13          |                                                        |

| Toernooirecord |  | po = winnaar na play-off |

### Meerdere winnaars
Tot op heden wonnen vijf golfers dit toernooi meer dan twee keer.
4 zeges
- Dave Hill: 1967, 1969, 1970, 1973

3 zeges
- Lee Trevino: 1971, 1972, 1980

2 zeges
- Nick Price: 1993, 1998
- David Toms: 2003, 2004
- Justin Leonard: 2005, 2008